# カポシュヴァール
カポシュヴァール（Kaposvár, ドイツ語 Kopisch, Ruppertsberg, Ruppertsburg, トルコ語 Kapoşvar）は、ハンガリー西部の都市で、ショモジ県の首都。カポシュ川に跨る。高速M7と67番道路を使用すれば、ブダペストからの距離は約186kmである。

## 歴史
言い伝えによれば、都市はローマと同じく「七つの丘」をもとに建設された。
この街は1009年に書かれた書物に"Kapos"という名前で登場している。1555年にはオスマン帝国によって占領され、1686年まで続いた。

## 有名な出身者
- カポシ・モーリツ（モーリッツ・カポジ）　Moritz Kaposi - カポジ肉腫の発見者。ユダヤ系だがキリスト教に改宗した()
- ナジ・イムレ - ハンガリー動乱の際、ハンガリー共産党によって首相に任命された
- フランクル・ペーテル（ピーター・フランクル）

## 有名な建築物
- 旧ショモジ県県庁舎 Egykori vármegyeháza
- カポシュヴァール大学
- リップル＝ローナイ博物館 Rippl-Rónai Múzeum
- チーキ・ゲルゲイ劇場 Csiky Gergely Színház
- ドロッチャの家 Dorottya-ház（18世紀）
- マリア像 Mária-oszlop
- ヴァサリ画廊 Vaszary Képtár
- カポシュセントヤカブのベネディクト会修道院の廃墟 Kaposszentjakabi Bencés Apátság romjai
- カポシ・モーリツ病院

## 姉妹都市・提携都市
- バース、イギリス
- ダルハン、モンゴル
- グリンデ（英語版）、ドイツ
- コプリヴニツァ、クロアチア
- ミエルクレア＝チュク、ルーマニア
- ラウマ、フィンランド
- スキオ、イタリア
- トヴェリ、ロシア
- フィラッハ、オーストリア
- サン＝セバスティアン＝シュル＝ロワール、フランス
- ユスキュダル、トルコ